# QQ音速
《QQ音速》是由韩国游戏公司SEED9 Entertainment开发，Neowiz在运营于2005年的大型多人在线音乐竞速游戏，游戏在2004年时的初步版本名为RNR。游戏在中国大陆地区的代理商为腾讯公司，并取名为“QQ音速”，游戏于2006年1月13日内测，同年7月6日正式营运。游戏在台湾和香港於2008年由雲起遊戲代理，但因玩家不多及原廠支援不足,而結束營運。韩服已在2014年1月10日正式关闭。中国大陆地区于2019年12月31日11点，正式停止游戏运营，关闭游戏服务器。不過2022年3月，VALOFE开发的《R2Beat 音速觉醒》又上架Steam。